# Image Mastering API
Image Mastering API (缩写为IMAPI)是微软的Windows系统中用于支持烧录光学介质媒体的软件开发接口。
IMAPI最初是在Windows XP中引入的，当时是作为一个Windows服务出现。
IMAPI 2.0随Windows Vista和Windows Server 2008发布，增加了对DVD的支持。之后IMAPI 2.0被向后移植到Windows XP和Windows Server 2003上。Windows 7中IMAPI增加了对蓝光光盘的支持，后来这个版本被向后移植到Windows XP，作为Windows Feature Pack for Storage 1.0的一部分发布。